# Steven Thomson
Steven Thomson est un footballeur écossais né le 23 janvier 1978 à Glasgow.

## Palmarès
Falkirk
- Division One
  - Champion (1) : 2005
- Scottish Challenge Cup
  - Vainqueur : (1) : 2004